# Rachid Ouramdane

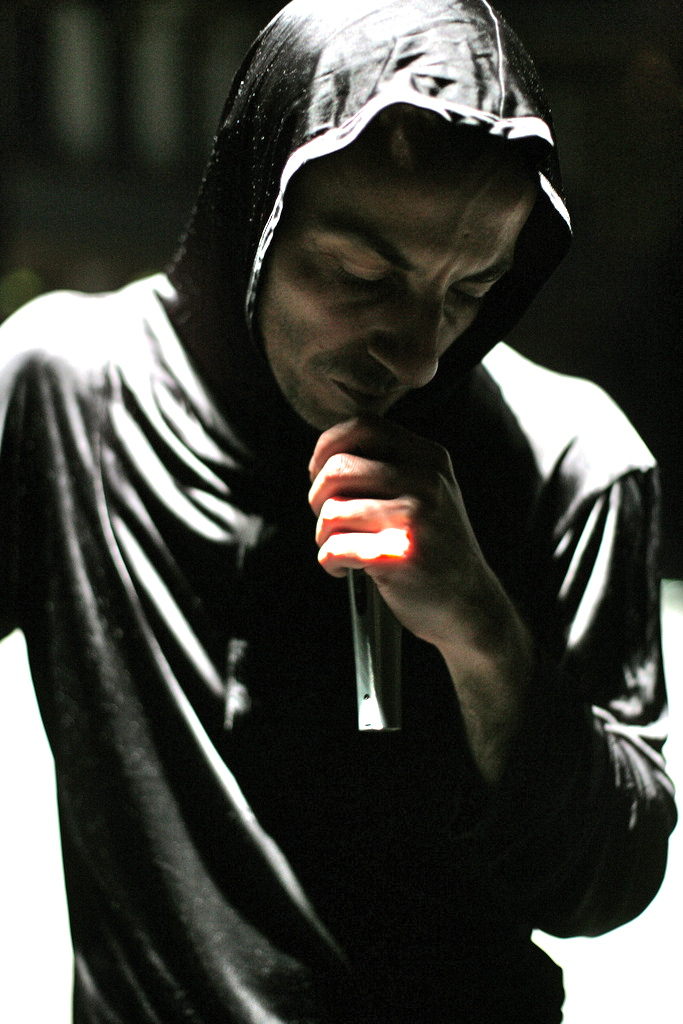
Rachid Ouramdane, 2008

Rachid Ouramdane (* 1971 in Nîmes, Frankreich) ist ein französischer Choreograf und Tänzer.

## Leben
Ouramdane ist der Sohn aus Algerien stammender Eltern. Er arbeitete mit verschiedenen französischen Tänzern und Choreografen zusammen, bevor er 1996 mit der Choreografin Julie Nioche die Tanzkompagnie Fin novembre gründete und dann 2007 seine eigene mit der Bezeichnung L'A. In den Jahren 2000 bis 2004 war er an der Manège de Reims engagiert und ging dann von 2005 bis 2007 nach Paris zur La Ménagerie de verre (Glasmenagerie). Von 2007 bis 2010 arbeitete er am Théâtre 2 Gennevilliers in Gennevilliers, Département Hauts-de-Seine nordwestlich von Paris. 
Seit 2005 ist Ouramdane als Künstler mit der Scène nationale d'Annecy im Centre culturel de Bonlieu in Annecy, Département Haute-Savoie verbunden. 2010 war er am Pariser Théâtre de la ville-Sarah Bernhardt.

## Stil
Ouramdanes Arbeiten spiegeln sehr oft Fragen seiner eigenen Identität oder der seiner Eltern wider. Sein tänzerisches Können und seine Ausbildung in den Stilmitteln des Zeitgenössischen Tanz kombiniert er seit dem Beginn seiner Laufbahn mit Video- und Lichtkünstlern, mit Musikern und Bildhauern. Seine Ausflüge nach Brasilien, Vietnam und China werden von Dokumentationen über die Entstehungsgeschichte und die Identitätsfindung in diesen Ländern begleitet.

## Choreografien
- 1996: 3, avenue de l'Espérance.
- 2004: Les Morts pudiques.
- 2006: Superstars ein Auftragswerk der Opéra National de Lyon.
- 2007: Surface de réparation mit 12 jugendlichen Sportlern aus Gennevilliers.
- 2011: Exposition universelle, uraufgeführt in Avignon
  - 2012: Exposition Universelle (Weltausstellung) im Tanzhaus NRW, Düsseldorf[1]